# Ajab Shir
Ajab Shir (en persan : عجب‌شیر) est une ville située dans la province d'Azerbaïdjan oriental, dans le nord-ouest de l'Iran. La ville est située non loin du lac d'Ourmia.